# Evropská integrace
Evropská integrace znamená:

Dohody a smlouvy Evropské unie:
EU, Schengen, EMU, CSDP (všechny smlouvy): 17 zemí
EU, Schengen, CSDP: 4 země
EU, Schengen: 1 země
EU, EMU, CSDP: 2 země
EU, CSDP: 3 země
EEA, Schengen: 3 země
Bilaterální smlouvy, Schengen: 1 země
Bilaterální smlouvy: 1 země
Kandidáti, nějaké dohody: 5 zemí
Ministáty, nějaké dohody: 4 zemí
Asociační dohoda: 3 země
Nějaké smlouvy: 0 zemí

- „proces vytváření stále užšího svazku mezi národy Evropy“,[1]
- nebo také začlenění nových členských zemí do struktur EU, a splňování podmínek členství.

Zásadní politické, zákonodárné i ekonomické sbližování začalo po druhé světové válce a znamená, že jednotlivé členské státy přenášejí některé své kompetence na společné instituce. Hlavními institucemi tohoto procesu jsou Evropská unie a Rada Evropy. Opačným procesem k procesu evropské integrace je evropská disintegrace.
Po druhé světové válce byla Evropa rozdělena železnou oponou mezi Západní a Východní blok a na neutrální státy. Integrace začala na svobodném západě jako přímá reakce na válku, kdy sloužila jako nástroj znemožňující vznik nového obdobného konfliktu a vycházela z předpokladu, že vzájemná spolupráce států je pro ně prospěšnější než možné zisky z vyhrané války. Integrace se soustředila kolem sblížení Francie se Západním Německem, které překonalo dřívější revašismus. Hlavní proud integrace započal roku 1952 založením Evropského společenství uhlí a oceli, což byly nezbytné suroviny potřebné pro vedení války, a v zásadě završené vznikem Evropské unie roku 1993. Pád komunismu počínaje rokem 1989 otevřel možnost integrace pro celou Evropu.

## Historie

### Historické snahy
Snahu o spojení různých evropských území je možné zaznamenat již ve starší historii Evropy, např. ve starověku či středověku, kdy někteří z vládců toužili po co nejširší mocenské nadvládě nad ostatními zeměmi (např. římští, byzantští či později franští a němečtí císařové), nebo kdy vznikala různá seskupení za účelem vojenské či jiné spolupráce (např. některé kmenové svazy jako Samova říše či Luticové, nebo později Polsko-Litevská unie)
Myšlenka smlouvy mezi evropskými zeměmi vznikla v pozdním středověku a jedním z prvních průkopníků byl český král Jiří z Poděbrad (1462). Heslo „Spojené státy evropské“ poprvé použil Victor Hugo roku 1849, ve 20. století myšlenku oživila Panevropská unie R. Coudenhove-Kalergiho a v meziválečné době ji sledoval zejména francouzský ministr Aristide Briand. 

### Situace po druhé světové válce
Evropská integrace vznikla především proto, že řada odpovědných politiků chtěla vytvořit podmínky, aby se světová válka – která v Evropě vznikla – nemohla opakovat. Významným podnětem byla řeč Winstona Churchilla 19. září 1946 v Curychu.[zdroj?] Pro politiku zachování míru se stala klíčovou hospodářská spolupráce. Ta jednak vedla k poválečné obnově zemí a tím jejich politické stabilizaci, ale zejména měla za cíl mezinárodní kontrolu nad surovinami nezbytnými k vedení války, především produkcí uhlí a oceli. Tuto myšlenku prosazoval francouzský ekonom a diplomat a někdejší poradce prezidenta Roosevelta Jean Monnet a její praktickou politickou podobu zvanou Schumanův plán prosadil francouzský ministr zahraničí Robert Schuman ve spolupráci s německým kancléřem Konrádem Adenauerem.

### Organizace mimo EU
Prvním krokem praktické integrace bylo v roce 1948 založení Organizace pro evropskou hospodářskou spolupráci (OEEC), jejíchž 18 členů spolurozhodovalo o rozdělení americké pomoci v rámci Marshallova plánu; roku 1961 z ní vznikla OECD. Roku 1949 vznikla v Moskvě Rada vzájemné hospodářské pomoci (RVHP), mezinárodní organizace pod vedením Sovětského svazu pro hospodářskou spolupráci ve východním bloku. 
Roku 1949 byla z podnětu W. Churchilla založena Rada Evropy se širokým polem působnosti, dnes hlavně v oblasti lidských práv. K tomu byla přijata zejména Úmluva o ochraně lidských práv a základních svobod (1950) a zřízen Evropský soud pro lidská práva (1959). Působnost rady byla omezena na většinou západoevropské státy, teprve po rozpadu sovětského bloku se členství rozšířilo na většinu států Evropy.
V roce 1960 bylo pod vedením Velké Británie založeno Evropské sdružení volného obchodu (EFTA) jako jistá protiváha unijního Evropského hospodářského společenství (EHS, 1957). Význam sdružení však v budoucnu klesal ve prospěch EU. 

### Vojenská spolupráce
Pro vojenské spojenectví vznikl v roce 1948 Bruselský pakt. Dalším krokem mělo být v roce 1950 navržené Evropské obranné společenství, jehož vznik však neratifikoval francouzský parlament. Místo toho vznikla roku 1954 Západoevropská unie rozšířením Bruselského paktu o Západní Německo a Itálii. Její význam však zůstal velice omezený a roku 2011 oficiálně zanikla. I další projekty např. Evropské armády zůstávají ve stádiu záměru a ozbrojené síly Evropské unie tak nadále sestávají z národních armád jednotlivých států.
Hlavní obranným spojenectvím tak zůstává Severoatlantická aliance (NATO), která byla založena v dubnu 1949 Severoatlantickou smlouvou v reakci na mocenskou expanzi Sovětského svazu (československý puč, berlínská blokáda) a nezbytnost vojenské přítomnosti USA v Evropě. Rozdělení Evropy železnou oponou za studené války bylo v zásadě dokončeno vstupem Západního Německa do NATO (1954) a tedy do západního bloku a vojenské sdružení východního bloku do varšavské smlouvy (1955). Řada evropských zemí však zůstala mimo tyto bloky, např. skandinávské země či tradičně Švýcarsko. Zvláštní povahu měla neutralita Finska (tzv. finlandizace) a deokupovaného Rakouska, z východní bloku vystoupila Titova Jugoslávie. Po pádu železné opony (1989) se postupně většina zemí EU stala členy NATO. Proti rozšiřování NATO protestuje od mnichovské bezpečnostní konference roku 2007 Putinovo Rusko, navzdory smlouvě Ruska s NATO z roku 1997.

### Od společenství uhlí a oceli k Evropské unii
Roku 1952 vzniklo na základě Schumanova plánu nadnárodní Evropské společenství uhlí a oceli (ESUO), v němž šest signatářů pařížské smlouvy z roku 1951 (Belgie, Francie, Itálie, Lucembursko, Západní Německo a Nizozemsko) koordinovalo svoji produkci, aby se předešlo hospodářským konfliktům, které přispěly ke vzniku první světové války. ESUO se stalo základem užší evropské integrace a první mezinárodní organizací, ze které později vznikla Evropská unie. 
Tytéž státy podepsaly roku 1957 Římské smlouvy o Euratomu a o společném trhu, čímž vzniklo Evropské hospodářské společenství (EHS). Tyto organizace byly slučovací smlouvou podepsanou roku 1965 v Bruselu sloučeny do tzv. Evropských společenství. Ta se stala přímým předchůdcem a prvním ze tří pilířů Evropské unie, která vznikla Maastrichtskou smlouvou z roku 1992 a její působnost se rozšířila o bezpečnostní a zahraniční politiku a soudní spolupráci. Schengenská smlouva o volném pohybu osob a zboží byla podepsána roku 1985 a roku 1997 se stala součástí práva EU. Lisabonská smlouva z roku 2007–2009 udělala řadu reforem k zefektivnění činnosti EU.

## Stádia ekonomické integrace
1. zóna volného obchodu (ZVO)
ZVO je území několika států, které mezi sebou zrušily obchodní překážky. V říjnu 2015 vznikla poslední světová ZVO, tzv. Transpacifické partnerství[2], která je tvořena 12 zeměmi.
2. celní unie[3]
Celní unie je rozšířením ZVO. Představuje druhý stupeň evropské integrace. Členské státy se při ní dohodnou, že vůči třetím zemím budou uplatňovat jednotné celní sazby. Příkladem celní unie je ta mezi Švýcarskem a Lichtenštejnskem.
3. společný trh
Třetí stádium evropské integrace těží z výhod celní unie. Přidává volný pohyb osob, kapitálu a služeb. Příkladem Společného trhu je Evropské hospodářské společenství (EHS).
4. hospodářská a měnová unie (HMU)
Nejsložitější stádium evropské integrace. Měnovou unií se rozumí používání jednotné měny jako zákonného platidla. Hospodářská unie se vyznačuje společnou hospodářskou politikou.
5. politická unie
Politická unie představuje kompletní hospodářskou a politickou integraci. Dříve samostatné státy splynou v nový celek. Příkladem je znovusjednocení Německa v roce 1990.

## Rozšíření

Dohody o volném obchodu s EU
Evropská unie
Dohoda v platnosti
Dohoda prozatímně uplatňována
Dohoda podepsána, ale neuplatňována
Dohoda parafována, ale nepodepsána
Dohoda je předmětem jednání
Jednání o dohodě pozastavena/pozastavena
Žádná dohoda, žádná oficiální jednání

Počet členů Evropského společenství/Evropské unie se postupně rozrůstal z původních šesti až na současných 27:
- Zakládající Šestka: 1951: Belgie, Francie, Lucembursko, Itálie, Německo a Nizozemsko.
- První rozšíření: 1973: Dánsko, Irsko a Spojené království [pozn. 2]
- Druhé rozšíření: 1981: Řecko
- Třetí rozšíření: 1986: Portugalsko a Španělsko
- Čtvrté rozšíření: 1995: Finsko, Rakousko a Švédsko
- Páté rozšíření: 2004: Česko, Estonsko, Kypr, Litva, Lotyšsko, Maďarsko, Malta, Polsko, Slovensko a Slovinsko
- Šesté rozšíření: 2007: Bulharsko a Rumunsko
- Sedmé rozšíření: 2013: Chorvatsko

Kandidátskými zeměmi jsou Albánie, Severní Makedonie, Černá Hora, Srbsko a Turecko. Potenciálními kandidátskými zeměmi jsou Bosna a Hercegovina a Kosovo.

## Další vývoj integrace - budoucí rozšiřování EU
Vstup do EU je podmíněn splněním „kodaňských kritérií“, která byla stanovena na zasedání Evropské Rady v roce 1993 v Kodani.
Kritéria jsou následující:
- stát musí být stabilním demokratickým institucionálním systémem, který zajišťuje ochranu lidských práv, nadvládu práva a respektování práv menšin,
- stát musí mít fungující tržní ekonomiku, která je schopná se vypořádat s konkurenčními tlaky a tržními silami uvnitř EU,
- stát musí zajistit začlenění legislativy ES do národní legislativy a musí převzít závazky plynoucí z členství, a to včetně ztotožnění se s cíli hospodářské, politické a měnové unie.

Země usilující o členství v EU
Evropská komise rozděluje státy, které projevily zájem o členství do dvou skupin, a to na kandidátské země a potenciální kandidátské země.
- Kandidátská země – taková země, která podala žádost o členství, může být považována za demokratickou a je připravena zahájit vyjednávání podmínek členství. Za kandidátské země jsou v současnosti považovány Černá Hora, Srbsko, Severní Makedonie a Turecko.
- Potenciální kandidátská země – taková země, která projevila zájem o vstup do EU, ale není ještě připravena na zahájení vyjednávání podmínek a není považována za stabilizovanou demokratickou zemi. Za potenciální kandidátské země jsou v současnosti považovány Albánie, Bosna a Hercegovina a Kosovo.

V případě Albánie, Bosny a Hercegoviny a Turecka se jedná o země muslimské nebo země s významnou muslimskou minoritou, a proto se nabízí otázka, zda budou členské země EU a jejich občané připraveni na integraci se zeměmi s jiným náboženstvím a kulturou.

## Další programy

Schengenská oblast

Roku 2002 zavedlo 11 zemí EU společnou měnu euro, k níž potom přistoupilo ještě 6 zemí. Šest malých nečlenských států (Andorra, Černá Hora, Kosovo, Monako, San Marino, Vatikán) užívá euro také. Asociační smlouvy, zahrnující dohodu o volném obchodu, uzavřela EU s dalšími 11 státy (mimo jiné Alžír, Egypt, Chile, Izrael, Jihoafrická republika, Libanon, Maroko, Mexiko, Tunis).
Programu Erasmus, založeného roku 1987, který podporuje mobilitu studentů a akademických pracovníků, se účastní celkem 31 zemí. Boloňského procesu, který chce tuto mobilitu podpořit zavedením srovnatelných stupňů a titulů, se účastní 47 zemí. Kromě zemí EU je to také Arménie, Ázerbájdžán, Gruzie, Rusko, Švýcarsko, Ukrajina a další. Projektu SOS (Smart Open Services), který podporuje mobilitu pacientů a umožňuje přeshraniční poskytování lékařských služeb, se účastní 12 členských států EU včetně České republiky.
Od roku 1992 mají občané EU volební právo v místních volbách tam, kde trvale žijí, i když jsou občany jiného státu. Schengenské dohody o zrušení hraničních kontrol se účastní všechny země EU kromě Irska, a dále Island, Norsko a Švýcarsko. Evropská unie není stát a nemá tedy vlastní armádu. Na jejích expedičních sborech, které působí v krizových oblastech, se podílejí všechny státy EU kromě Dánska, a navíc Norsko a Turecko.
Na činnosti Evropské kosmické agentury (ESA), která je zatím na EU nezávislá, se podílí 18 členských států včetně ČR, Kanady, Norska a Švýcarska.
Prohlubování i rozšiřování ovšem neprobíhalo rovnoměrně a nelze ani říci, že by míra integrace prostřednictvím různých projektů byla hierarchicky uspořádaná. Proto se dnes často hovoří o integraci a la carte („podle jídelníčku“), kdy si jednotlivé země samy vybírají, na kterých integračních krocích se chtějí podílet.

## Budoucnost evropské integrace
Systémové fungování Evropské unie v budoucnu může být podle A. Kadlecové následující:
Vícerychlostní Evropa
Vícerychlostní Evropa je modelem, kde je za hlavní proměnnou brána kategorie času. Za jádro Unie je stanovována skupina členských států, jež určuje společné integrační cíle. Státy jádra splňují socioekonomická kritéria, ale disponují i dostatečnou politickou vůlí postupovat v jistých oblastech politiky dále než ostatní státy. Je předpokladem, že státy, které nejsou součástí jádra, se k němu v určitém časovém horizontu připojí. Délka tohoto období je individuální, neboť je odvozena od toho, jak jsou státy schopny plnit daná politická a socioekonomická kritéria, kvalifikující je k členství v jádru. Vícerychlostní model znamená integrační postup, kdy všechny členské státy sledují totožné cíle a politiky, ale v rozdílném čase. Tyto cíle jsou předem definovány a jsou mezi všemi členy Unie shodné a všichni se ochotně chtějí k těmto cílům připojit. V tomto modelu se tedy připouští rozdíly v postavení mezi členskými státy, avšak jen dočasně.
Variabilní geometrie
Flexibilní uspořádání podle zásad variabilní geometrie uznává trvale diferenciovaný rozsah závazků členských států. Vnitřně je tento základní model rozdělen na integrační jádro, které je vyznačováno maximální možnou intenzitou vzájemného propojení, a na periferní oblasti spolupráce, kde je míra vzájemného propojení odstupňována a směrem od jádra probíhá s menší intenzitou. Mezi vnitřním jádrem a vnější hranicí integrujícího se prostoru se formují různé celky. Tyto celky spojují různé země podle variabilních oblastí spolupráce. Výchozí kategorií pro klasifikaci modelů variabilní geometrie je prostor. Tento model počítá se stálou diferenciací postavení jednotlivých členů podle stupně jejich vzájemné integrace. Připouští tak možnost, že některé členské státy nebudou mít nikdy dostatek kapacit připojit se k určitým oblastem spolupráce jádra.
Integrace à la carte
Třetí formu flexibilní spolupráce je možné popsat jako kooperaci na bázi přesně definovaného, přesto relativně úzkého rozsahu společných pravidel, jakéhosi nejmenšího společného jmenovatele. V ostatních oblastech, které nejsou zahrnuty do společného základu, mohou státy postupovat jednotlivě, nebo mohou vytvářet koalice v závislosti na individuálních zájmech a vůli. Členské státy si tak vybírají z „jídelního lístku“, na jakých oblastech integrace se podílet chtějí a na kterých ne. Hlavní proměnnou je v tomto případě předmět spolupráce. Kategorie času zde nehraje žádnou roli. Integrace à la carte se principiálně liší od vícerychlostního modelu, neboť na rozdíl od něj nepředpokládá soubor přesně definovaných společných záměrů a cílů, k nimž se všechny státy dříve či později zavázaly dospět. Model à la carte naproti tomu směřuje k multiplikaci výjimek a každý členský stát svobodně rozhodne o své účasti na konkrétní politice či aktivitě. Liší se též od koncepce variabilní geometrie, která institucionalizuje rozdíly mezi státy, čímž vytváří prostor pro různé integrující se koalice a celky.

## Organizace podporující evropskou integraci
O silnější evropské sjednocení usilují mimo různé mezivládní organizace také nevládní uskupení:
- Evropské hnutí
- Panevropská unie
- Spinelliho skupina
- Unie evropských federalistů

## Kritika evropské integrace
Existují kritici evropské integrace. Francouzská strana Marine Le Penové žádá vystoupení Francie z eurozóny, nizozemská strana PVV, rakouská strana FPÖ, belgická strana Vlaams Belang a švédští Demokraté chtějí omezení v Schengenském prostoru. Jedním z cílů kritiků evropské integrace je v evropském parlamentu vytvořit novou frakci, která by rozklížila Unii zevnitř. Podle Václava Vlka odstředivá hnutí v jednotlivých státech nabývají na síle tím více, čím více Brusel tlačí na jednotu a na vytvoření federace.
Irský profesor Anthony Coughlana kritizuje rušení 70 národních vet, společnou zahraniční politiku EU, posílení velkých zemí na úkor malých, ideologické pasáže ústavy, pasarely umožňující měnit ústavu bez další ratifikace a řadu dalších věcí.
Historik a politolog Lukáš Petřík tvrdí, že unie není demokratická, důvodem je způsob přijímají evropské ústavy alias Lisabonské smlouvy. Kniha Christophera Bookera a Richarda Northe Skryté dějiny evropské integrace, v originále nazvána jako Velký podvod, dokazuje, že vytvoření společného trhu a hospodářského společenství bylo jedním z kroků, které mají za cíl  vytvoření evropského státu. 
Prezident Václav Klaus vedl přednášku, podle níž Evropa budoucnost má, ale ne příliš růžovou a uvedl, že Evropská unie je instituce s vrozenou vadou a že nevěří tomu, že byla jejími iniciátory „dobře promyšlena“. Předseda ODS Mirek Topolánek tvrdí, že euroústava je mrtvý dokument a nepotřebuje unifikaci, ale daňovou, měnovou a regulatorní konkurenci.